# Katheleen Lindor
Katheleen Lindor (ur. 30 sierpnia 1989 w Aubergenville) – francuska gimnastyczka.
Zaczęła uprawiać gimnastykę w wieku 10 lat. Reprezentuje Francję od 2004 roku, kiedy pierwszy raz wystartowała w profesjonalnych zawodach. Jej trenerem jest Eric Besson. Według danych z 2013 roku, była wtedy reprezentantką klubu Les Mureaux. Zajęła 4. miejsce na mistrzostwach Europy w 2007 w ćwiczeniach na poręczach. Ma 4 siostry i 4 braci. Jedna z sióstr, Lindsay, także jest reprezentantką Francji w gimnastyce. Brała udział w igrzyskach w 2008.
Wyniki w igrzyskach olimpijskich:
- wielobój indywidualnie – 64.
- wielobój drużynowo – 7.
- ćwiczenia na poręczach – 30.
- ćwiczenia na równoważni – 40.